# Флаг Ховрина
Флаг внутригородского муниципального образования Ховрино в Северном административном округе города Москвы Российской Федерации.
Флаг утверждён 7 сентября 2004 года и внесён в Геральдический реестр города Москвы с присвоением регистрационного номера ?.

## Описание
«Флаг муниципального образования Ховрино представляет собой двустороннее, прямоугольное полотнище с соотношением сторон 2:3.
В середине нижней части полотнища помещён красный равнобедренный треугольник, примыкающий к нижнему краю полотнища. Габаритные размеры треугольника составляют 4/5 длины и 3/8 ширины полотнища.
К треугольнику примыкает жёлтое стропило, выходящее из нижних углов полотнища. Вершина стропила смещена на 1/8 от центра полотнища к верхнему краю.
В остальной части полотнище вертикально разделено на две равновеликие части: прилегающую к древку, голубую и зелёную.
В голубой части помещено изображение белого, летящего к древку голубя. Габаритные размеры изображения составляют 1/4 длины и 7/16 ширины полотнища. Центр изображения находится на расстоянии 5/24 длины полотнища от его бокового края, прилегающего к древку, и на расстоянии 3/16 ширины полотнища от верхнего края полотнища.
В зелёной части помещено изображение жёлтого дуба с белой кроной и жёлтыми желудями. Габаритные размеры изображения составляют 5/24 длины и 7/16 ширины полотнища. Центр изображения находится на расстоянии 5/24 длины полотнища от бокового края полотнища, противоположного древку, и на расстоянии 3/16 ширины полотнища от верхнего края полотнища.
В красном треугольнике помещено изображение жёлтого укороченного косого креста в виде буквы „Х“. Габаритные размеры изображения составляют 1/10 длины и 3/20 ширины полотнища. Центр изображения равно удалён от боковых краёв и находится на расстоянии 1/10 от нижнего края полотнища».

## Обоснование символики
Жёлтое стропило символизирует развитие жилой застройки в окружении природы.
Белый голубь, символ Святого Духа, показывает расположение на территории муниципального образования церкви иконы Божией Матери «Знамение».
Дуб в зелёной части флага символизирует находящийся в муниципальном образовании лесной массив.
Жёлтый укороченный косой крест в виде буквы «Х» символизирует первую букву названия муниципального образования «Ховрино».